# Leyden (Massachusetts)
Pour les articles homonymes, voir Leyden.
Leyden est une ville du Comté de Franklin dans l’État du Massachusetts.
Elle a été incorporée en 1809.
Sa population était de 734 habitants en 2020.